# Port de Braye
Pour les articles homonymes, voir Braye.
Le port de Braye, (en anglais : Braye Harbour), est le port maritime de l'île d'Aurigny, la plus septentrionale des îles Anglo-Normandes. 
Le port de Braye est également surnommé le port d'Aurigny (en anglais : Alderney Harbour).

## Géographie
Le port de Braye est situé sur la côte occidentale de l'île d'Aurigny, en contrebas de la limite nord de la ville de Sainte-Anne. La route de Braye relie directement les hauteurs de la ville de Sainte-Anne en descendant vers la côte et le port. La route de Braye atteint les installations portuaires et les hôtels attenants juste après le croisement avec la route de Beaumont qui longe la grève de la baie de Braye depuis le Nord. 
Le port de Braye s'ouvre au large sur le passage au Singe qui sépare l'île d'Aurigny de l'îlot de Burhou et qui doit son nom à la prononciation du courant marin agité qui circule dans ce passage, le Swinge. 
Les liaisons maritimes permettent de relier le port d'Aurigny à l'île de Guernesey ainsi qu'aux ports du département de la Manche en Normandie et à ceux de l'Angleterre.

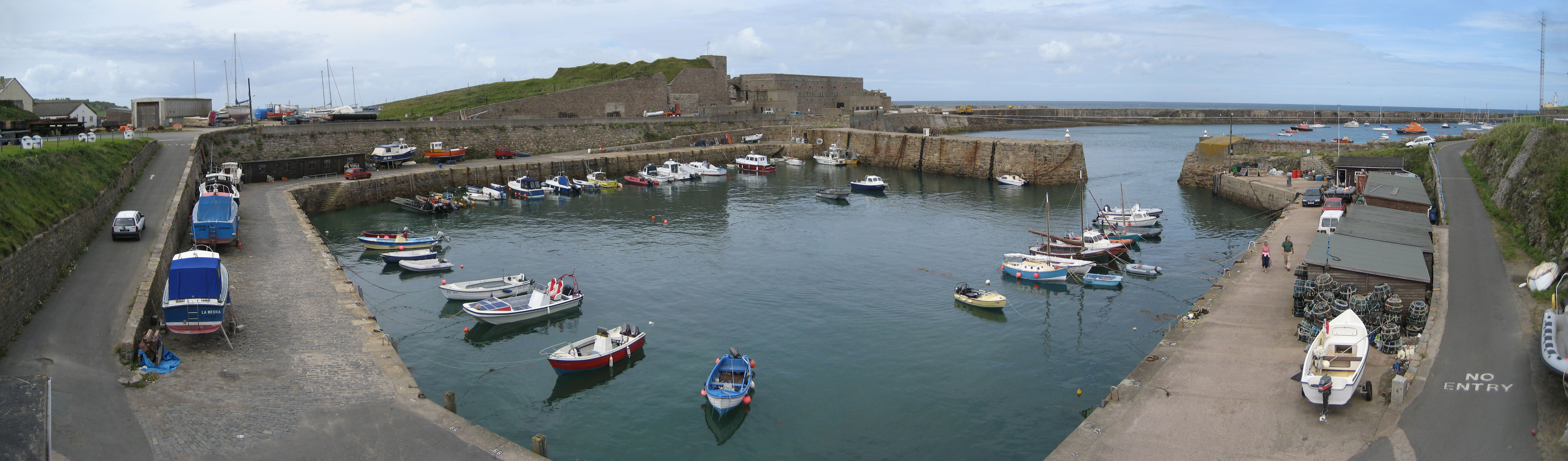
Le port intérieur du port de Braye sur l'île d'Aurigny et la longue digue en arrière-plan.

## Caractéristiques

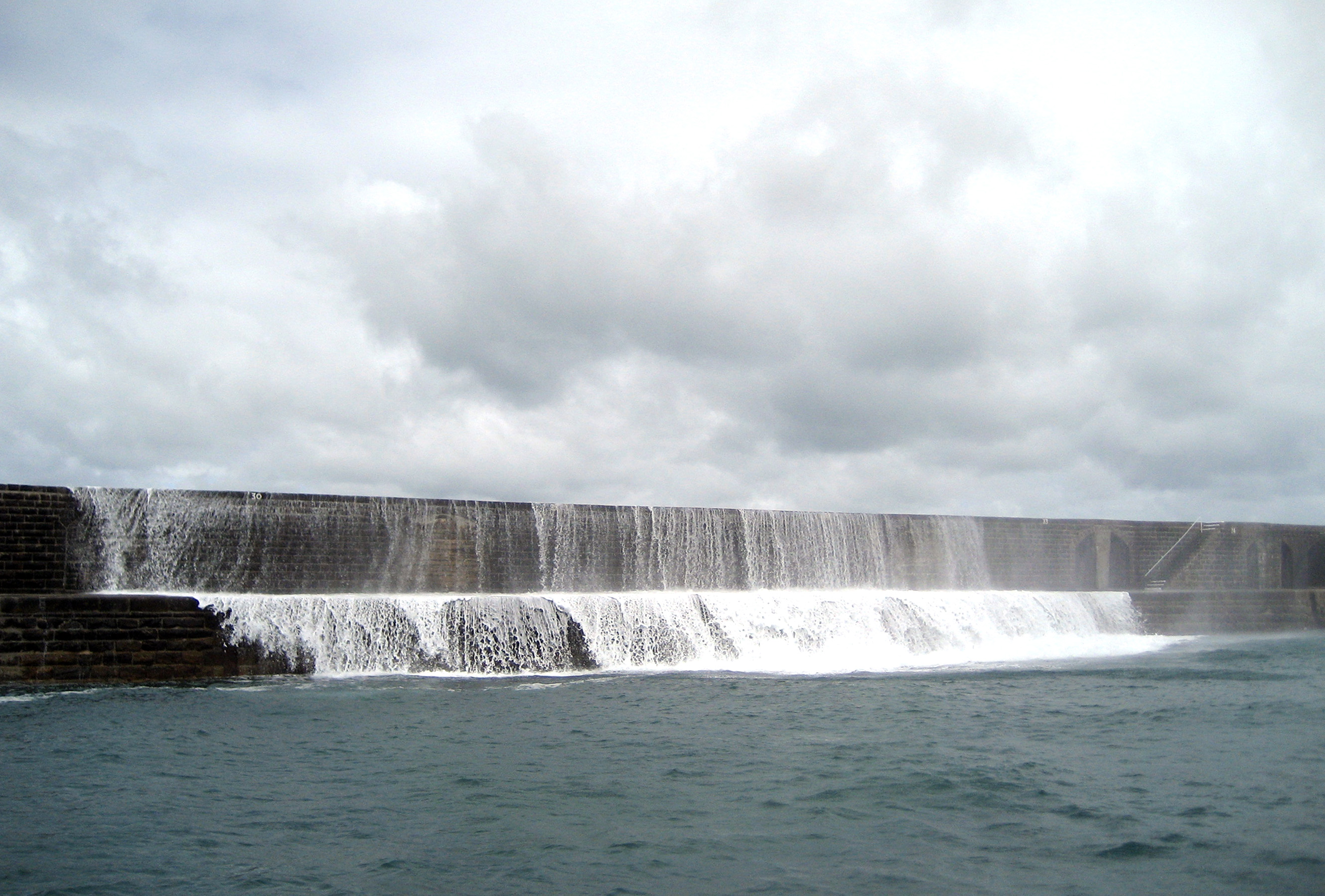
La digue brise-lames par mauvais temps.

Le port de Braye se compose de deux parties, la plus ancienne, le port intérieur, entouré de quai avec un étroit accès ouvrant sur la vaste zone portuaire du port de Braye, protégée de la mer et du tumultueux courant marin de Swinge par une grande digue brise-lames. Cette vaste étendue est délimitée par la baie de Braye jusqu'à la pointe Roselle puis vers la pointe Bibette (Bibette Head) qui ressert le chenal d'accès donnant à la mer face à la limite de la longue digue. 
Le port intérieur est entouré de quais, mais deux fois par jour, la marée basse ne permet plus la navigation. Un quai commercial est réservé aux transports maritimes (ferry, ravitaillement, commerce). Par contre, le port de Braye est dépourvu de pontons. Les bateaux de tourisme n'ont que des bouées pour s'amarrer. Les bouées rouges sont réservées aux résidents, et sont situées à l'est entre le chenal d'accès qui va au fond du port et la plage. Les bouées jaunes sont destinées aux visiteurs, elles sont situées à l'ouest, entre le chenal d'accès et la grande digue brise-lames. Elles sont réparties sur 3 rangées parallèles à la digue. Les bouées pour les visiteurs sont assez grosses, et presque toutes sont équipées d'une grosse amarre avec un œillet qu'il suffit d'attraper pour amarrer les bateaux. L'ensemble du port est surveillé et une capitainerie accueille les usagers du port.
Une longue digue brise-lames qui mesure 910 mètres de long, protège le port des vents violents et du courant tumultueux du Swinge qui circule entre les îles d'Aurigny et de Burhou.

## Histoire

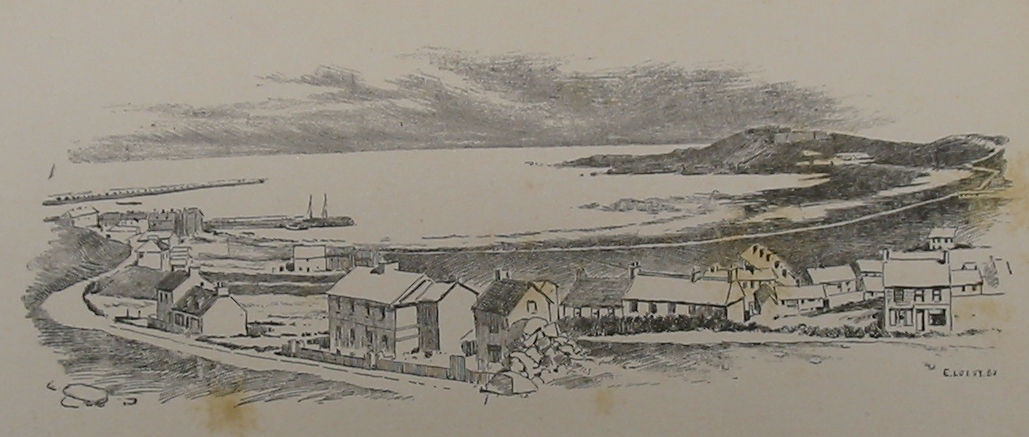
Iconographie présentant la baie de Braye avec son port et sa digue. (Illustration d'Edward Loevy (1857-1911) du livre Les Français dans les Îles de la Manche (1888) d'Aristide et Charles Frémine).

Un premier port fut construit en 1736 par Henry Le Mesurier, Gouverneur d'Aurigny. Ce premier port ne pouvait accueillir des navires de forts tonnages. En 1807, ce port étant mal protégé des courants marins et des intempéries, plus d'une vingtaine de bateaux furent perdus lors d'une violente tempête.
En 1857, les autorités de l'île d'Aurigny décidèrent la construction d'un nouveau port, situé dans la baie de Braye au nord de la ville de Sainte-Anne près du "Vieux Port" de Sainte-Anne. Le port fut équipé de phares et ouvrit à la navigation en 1859.
La longue digue brise-lames mesure 910 m de long. Elle a été construite par les Britanniques pour protéger les navires de la marine entre 1857 et 1864. Une ligne de chemin de fer d'Aurigny fut construite pour permettre le transport des pierres depuis la carrière de Mennez, située dans la partie orientale de l'île jusqu'au port, distante d'environ trois kilomètres. À l'origine, la digue mesurait 1 471 mètres de long, mais moins d'un an plus tard, en 1865, environ 540 mètres de la digue furent détruits et abandonnés à la mer à la suite de vents violents et du courant marin Swinge déchaîné. Pendant les tempêtes, la digue subit des dommages et est constamment réparée et entretenue. L'aide financière pour l'entretien a longtemps été fournie par le Royaume-Uni jusqu'aux années 1980, mais depuis l'entretien incombe aux États de Guernesey dont l'île d'Aurigny dépend. La digue supporte une voie ferrée du chemin de fer d'Aurigny sur toute sa longueur. Le brise-lames en pierre massive est généralement utilisé comme lieu de promenade pour profiter de la beauté des paysages de la baie, son port et la mer.